# Scala della dispnea MRC
La scala della dispnea MRC (in inglese MRC Dyspnoea Scale; o MRC-DS) è in uso da molti anni per valutare l'effetto della dispnea sulle attività quotidiane, sviluppata dal Medical Research Council. Questa scala misura la disabilità respiratoria percepita dal paziente (utilizzando la definizione di disabilità dell'Organizzazione Mondiale della Sanità come "qualsiasi restrizione o mancanza di capacità di svolgere un'attività nel modo o nei tempi considerati normali per gli esseri umani").
La scala della dispnea MRC è semplice da somministrare in quanto consente ai pazienti di indicare la misura in cui la loro mancanza di respiro influisca sulla loro mobilità.
È utile per caratterizzare la dispnea basale nei pazienti con malattie respiratorie come la BPCO. Sebbene sia moderatamente correlato con altre scale di morbilità, mortalità e qualità della vita associate all'assistenza sanitaria (in particolare nella BPCO), i punteggi sono solo variabilmente associati alla percezione dei pazienti del carico dei sintomi respiratori. Viene utilizzato come componente dell'indice BODE, che prevede esiti avversi, tra cui mortalità e rischio di ospedalizzazione.
La scala della dispnea MRC si è dimostrata preziosa nel campo della pneumologia in quanto offre a medici e ricercatori lo strumento per valutare l'efficacia del trattamento su base individuale, confrontare l'efficacia di un trattamento all'interno di una popolazione, prevedere tempi e tassi di sopravvivenza.
Da un punto di vista clinico, la scala MRC si correla abbastanza bene a misure oggettive come le prove di funzionalità respiratoria e il test del cammino. Inoltre, i valori tendono a essere stabili nel tempo, il che significa che sono molto meno soggetti a variabilità soggettiva.
Nel primo documento l'MRC descriveva la scala dal grado 1 al grado 7; è stata modificata da una versione del 1952 e attualmente è in uso quella del 1959.
| Descrizione | Grado |
| --- | ----- |
| Il respiro del paziente è buono come quello di altri uomini della sua età e incrementa col lavoro, camminando e salendo colline o scale                 | 1     |
| Il paziente è in grado di camminare come persone normali della sua età e di accelerare in piano, ma non è in grado di tenere il passo su salite o scale | 2     |
| Il paziente non è in grado di tenere il passo con persone normali in piano, ma è in grado di camminare per circa un miglio o più alla propria velocità  | 3     |
| Il paziente non è in grado di camminare per più di 100 metri in piano senza riposarsi                                                                   | 4     |
| Il paziente è senza fiato mentre parla o si spoglia, o non è in grado di uscire di casa a causa della mancanza di respiro                               | 5     |

| Descrizione | Grado |
| --- | ----- |
| Sei mai alterato dalla mancanza di respiro, eccetto durante uno sforzo intenso?                                                                                       | 1     |
| Se sì: hai il fiato corto quando corri in piano o cammini su una leggera collina?                                                                                     | 2     |
| Se sì: devi camminare più lentamente della maggior parte delle persone, in piano? Devi fermarti dopo circa un miglio (o dopo un quarto d'ora) in piano, al tuo ritmo? | 3     |
| Se sì a entrambi: devi fermarti per riprendere fiato dopo aver camminato per circa 100 metri (o dopo pochi minuti) in piano?                                          | 4     |
| Se sì: sei troppo senza fiato per uscire di casa, o senza fiato dopo esserti spogliato?                                                                               | 5     |

## La scala modificata
La scala della dispnea modificata, o scala mMRC-DS, va dal grado 0 a 4. È molto simile alla versione originale ed è ora ampiamente utilizzata.
| Descrizione | Grado |
| --- | ----- |
| Ho dispnea solo per sforzi intensi                                                                                    | 0     |
| Mi manca il fiato se cammino veloce (o corro) in piano, o in lieve salita                                             | 1     |
| Su percorsi piani cammino più lentamente dei coetanei, oppure ho necessità di fermarmi quando cammino a passo normale | 2     |
| Ho necessità di fermarmi per respirare dopo aver camminato in piano per circa 100 metri o per pochi minuti            | 3     |
| Mi manca il fiato per uscire di casa o per vestirmi/spogliarmi                                                        | 4     |

## Il questionario MRC sui sintomi respiratori
Il questionario sui sintomi respiratori è stato progettato per essere utilizzato solo in studi epidemiologici su larga scala (tra 100 e 1000 persone), e non può essere utilizzato su base individuale. Consta di 22 domande (e altre sotto-domande), da abbinare ai risultati strumentali radiologici e delle prove di funzionalità respiratoria.
Il questionario MRC sui sintomi respiratori fu usato per la prima volta nel 1952 ed è stato sostituito dalla versione del 1959, pubblicata per la prima volta nel 1960 con l'approvazione del “Comitato MRC sull'eziologia della bronchite cronica”. Una nuova versione fu pubblicata nel 1966. Quando il comitato si sciolse, la responsabilità passò al neonato “Comitato MRC per la ricerca sulla bronchite cronica” che lo revisionò nuovamente nel 1976.
Quando anche questo comitato si sciolse, la responsabilità del questionario passò al “Comitato per la salute ambientale e del lavoro” (CEOH) che ha emesso quella che rimane la versione più recente nel 1986.